# Леушинская (Вологодская область)
Леушинская — деревня в Верховажском районе Вологодской области. Административный центр Липецкого сельского поселения и Липецкого сельсовета.
Расстояние до районного центра Верховажья по автодороге — 67,7 км. Ближайшие населённые пункты — Никулинская, Плёсо, Семёновская, Горка.
По переписи 2002 года население — 351 человек (171 мужчина, 180 женщин). Преобладающая национальность — русские (98 %).